# 常陸大宮站

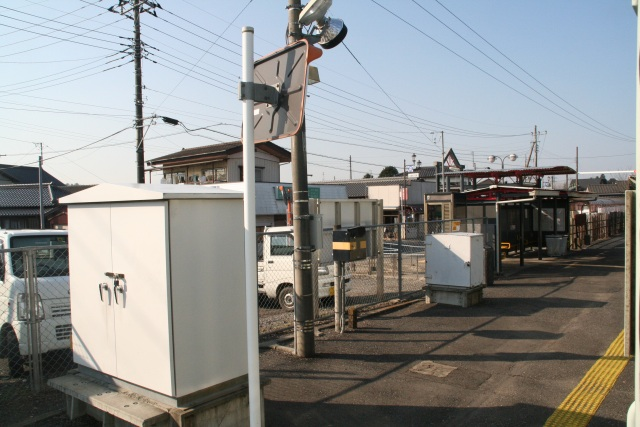
月台（2006年12月22日）

常陸大宮站（日语：／ Hitachi-Ōmiya eki */?）是位於茨城縣常陸大宮市南町966號，東日本旅客鐵道（JR東日本）的水郡線車站。

## 歷史
- 1918年（大正7年）10月23日：水戶鐵道 (第二代)（日语：水戸鉄道 (2代)）車站啟用[1]。
- 1922年（大正11年）12月1日：鐵道省（國有鐵道）大郡線此站至山方宿站之間開通[2]，成為轉乘站。
- 1927年（昭和2年）12月1日：水戶鐵道被國有化（日语：鉄道敷設法）。整座車站只有國有鐵道路線[3]。
- 1987年（昭和62年）4月1日：伴隨國鐵分割民營化，車站由東日本旅客鐵道（JR東日本）營運[4]。
- 2006年（平成18年）3月7日：「綠色窗口」結業，設置「你好售票機Kaeru君（日语：もしもし券売機Kaeruくん）」[5]。
- 2012年（平成24年）2月16日：「你好售票機Kaeru君」停止運作。
- 2014年（平成26年）4月1日：此站開始可以使用IC卡「Suica」[6]。同時成為業務委託車站，委托JR水戶鐵道服務（日语：JR水戸鉄道サービス）負責車站業務。廢除常陸大宮站長，由常陸大子站長管理此站。
- 2015年（平成27年）7月1日：業務受託者變為JR東日本車站服務（日语：JR東日本ステーションサービス）。
- 2017年（平成29年）10月14日：實施時間表修正（日语：ダイヤ改正），從水戶出發的下行尾班列車（日语：最終列車）中，新設22時30分出發前往常陸大子的班次，以及23時17分前往此站的班次。以便21時45分從品川站出發的常盤87號可在水戶駅轉乘水郡線的尾班列車前往此站。但是上行前往水戶的班次沒有改變。
- 2019年（令和元年）
  - 10月13日：受到颱風海貝思（颱風19號）吹襲日本的影響，袋田至常陸大子之間的第六久慈川橋受到嚴重損毀，包含此站在內全線不通通行[7]。
  - 10月15日：水戶至此站之間重開[8]。
  - 10月16日：此站至常陸大子之間開設臨時巴士[9]。
  - 11月1日：此站至西金之間重開[10][11]。

## 車站構造
此站是地面車站，設有2面2線的相對式月台。兩月台之間設有站內平交道連接。此站設有列車折返往水戶站。
此站是由常陸大子站管理的業務委託車站，委托JR東日本車站服務負責車站業務。
在2006年3月7日，車站引入了「你好售票機Kaeru君」。在2012年（平成24年）2月16日，該售票機停止使用，取而代之為引入指定券售票機。在2014年4月1日起，此站可使用Suica（只限部分服務），站內設置了簡易Suica閘機。

### 月台
| 月台 | 路線    | 上下行 | 方向               |
| ---- | ------- | ------ | ------------------ |
| 1、2 | ■水郡線 | 上行   | 上菅谷、水戶方向   |
| 1、2 | ■水郡線 | 下行   | 常陸大子、郡山方向 |

參考
- 1號月台為上行本線，2號月台為下行本線。大部分上下行列車均使用車站大樓一方的1號月台。此站設有夜間停泊列車。

## 在此站的運行形態
- 上行（瓜連、上菅谷、水戶方向）
  - 日間設有大約每小時1班普通列車（前往水戶）停靠，部分列車從此站出發[14]。
- 下行（山方宿、上小川[注釋 1]・常陸大子、郡山方向）
  - 整日設有大約每小時1-2班普通列車（前往上小川轉乘巴士前往常陸大子的班次設有12班）停靠[14]。

## 使用狀況
根據「JR東日本」，2019年度（令和元年度）1日平均乘車人次為935人。
| 乘車人次變化       | 乘車人次變化     | 乘車人次變化    |
| 年度               | 1日平均 乘車人次 | 參考資料        |
| ------------------ | ---------------- | --------------- |
| 2000年（平成12年） | 1,163            | [ 利用客数 2 ]  |
| 2001年（平成13年） | 1,158            | [ 利用客数 3 ]  |
| 2002年（平成14年） | 1,124            | [ 利用客数 4 ]  |
| 2003年（平成15年） | 1,103            | [ 利用客数 5 ]  |
| 2004年（平成16年） | 1,128            | [ 利用客数 6 ]  |
| 2005年（平成17年） | 1,160            | [ 利用客数 7 ]  |
| 2006年（平成18年） | 1,164            | [ 利用客数 8 ]  |
| 2007年（平成19年） | 1,140            | [ 利用客数 9 ]  |
| 2008年（平成20年） | 1,145            | [ 利用客数 10 ] |
| 2009年（平成21年） | 1,115            | [ 利用客数 11 ] |
| 2010年（平成22年） | 1,057            | [ 利用客数 12 ] |
| 2011年（平成23年） | 979              | [ 利用客数 13 ] |
| 2012年（平成24年） | 1,044            | [ 利用客数 14 ] |
| 2013年（平成25年） | 1,069            | [ 利用客数 15 ] |
| 2014年（平成26年） | 976              | [ 利用客数 16 ] |
| 2015年（平成27年） | 942              | [ 利用客数 17 ] |
| 2016年（平成28年） | 937              | [ 利用客数 18 ] |
| 2017年（平成29年） | 943              | [ 利用客数 19 ] |
| 2018年（平成30年） | 921              | [ 利用客数 20 ] |
| 2019年（令和元年） | 935              | [ 利用客数 1 ]  |

## 車站周邊
- 常陸大宮市政廳
- 國道118號（日语：国道118号）
- 國道293號（日语：国道293号）
- 常陸大宮市立大宮小學
- 大宮郵局
- 大宮上町郵局
- 大宮栄町郵局
- 常陽銀行（日语：常陽銀行）大宮分店
- 農業·食品產業技術綜合研究機構（日语：農業・食品産業技術総合研究機構）次世代作物開發研究中心放射線種植場[15]

## 巴士路線
- 大宮站前巴士站
  - 茨城交通
    - 經濟生會醫院、長澤 前悅高部車廠
    - 經濟生會醫院、白谷 前往高部車廠
    - 經大宮高、濟生會醫院 前往大宮營業所
    - 前往濟生會醫院
    - 經北三丁目 前往大宮營業所
    - 經國長、上小瀨 前往境橋
    - 經國長 前往上小瀨
    - 經二中入口、北西看護學校 前往小場公民館
    - 市內循環線（經AEON常陸大宮店、常陸大宮市政廳）
    - 市內循環線（經常陸大宮市政廳、AEON常陸大宮店）

  - 常陸大宮市市民巴士（日语：常陸大宮市市民バス）

- 大宮站出口巴士站
  - 茨城交通
    - 經瓜連、木之倉、那珂西部工業團地 前往水戶站
    - 經二中入口、北西看護學校 前往小場公民館
    - 經北三丁目 前往大宮營業所
    - 前往大宮站前

  - 常陸大宮市市民巴士（日语：常陸大宮市市民バス）

## 相鄰車站
東日本旅客鐵道（JR東日本）
■水郡線
靜－*常陸村田－常陸大宮－玉川村
*刪除線指廢站

## 注腳

### 使用狀況
1. 1 2  . 東日本旅客鐵道.   [2020-07-16]. （原始内容存档于2020-07-10） （日语）.
2. ↑  . 東日本旅客鐵道.   [2019-03-01]. （原始内容存档于2019-03-27） （日语）.
3. ↑  . 東日本旅客鐵道.   [2019-03-01]. （原始内容存档于2019-03-27） （日语）.
4. ↑  . 東日本旅客鐵道.   [2019-03-01]. （原始内容存档于2019-03-27） （日语）.
5. ↑  . 東日本旅客鐵道.   [2019-03-01]. （原始内容存档于2019-03-27） （日语）.
6. ↑  . 東日本旅客鐵道.   [2019-03-01]. （原始内容存档于2019-03-27） （日语）.
7. ↑  . 東日本旅客鐵道.   [2019-03-01]. （原始内容存档于2019-03-27） （日语）.
8. ↑  . 東日本旅客鐵道.   [2019-03-01]. （原始内容存档于2019-03-27） （日语）.
9. ↑  . 東日本旅客鐵道.   [2019-03-01]. （原始内容存档于2019-04-02） （日语）.
10. ↑  . 東日本旅客鐵道.   [2019-03-01]. （原始内容存档于2019-03-27） （日语）.
11. ↑  . 東日本旅客鐵道.   [2019-03-01]. （原始内容存档于2019-03-27） （日语）.
12. ↑  . 東日本旅客鐵道.   [2019-03-01]. （原始内容存档于2019-03-27） （日语）.
13. ↑  . 東日本旅客鐵道.   [2019-03-01]. （原始内容存档于2019-03-27） （日语）.
14. ↑  . 東日本旅客鐵道.   [2019-03-01]. （原始内容存档于2019-03-27） （日语）.
15. ↑  . 東日本旅客鐵道.   [2019-03-01]. （原始内容存档于2016-04-04） （日语）.
16. ↑  . 東日本旅客鐵道.   [2019-03-01]. （原始内容存档于2019-03-27） （日语）.
17. ↑  . 東日本旅客鐵道.   [2019-03-01]. （原始内容存档于2019-03-23） （日语）.
18. ↑  . 東日本旅客鐵道.   [2019-03-01]. （原始内容存档于2019-03-27） （日语）.
19. ↑  . 東日本旅客鐵道.   [2019-03-01]. （原始内容存档于2019-03-25） （日语）.
20. ↑  . 東日本旅客鐵道.   [2019-07-21]. （原始内容存档于2019-07-05） （日语）.

## 外部連結
- 車站資訊（常陸大宮）：東日本旅客鐵道（日語）